# Мировой Гран-при по волейболу 2006 (квалификация)
Европейский квалификационный турнир Мирового Гран-при по волейболу 2006 прошёл с 26 по 31 июля 2005 года в Кубе (Азербайджан) с участием 8 национальных сборных команд. Были разыграны три путёвки на Гран-при-2006.
От квалификации освобождены:
- Италия — хозяин финального этапа Гран-при 2006;
- Китай, Япония, Южная Корея, Таиланд — по результатам мирового рейтинга среди команд AVC.

Для стран-членов NORCECA и CSV в качестве квалификационного турнира был использован розыгрыш Панамериканского Кубка 2005 года. По его итогам путёвки на Гран-при-2006 получили Куба, Доминиканская Республика, США и Бразилия.

## Команды-участницы европейской квалификации
Азербайджан, Болгария, Германия, Нидерланды, Польша, Россия, Румыния, Турция.

## Система проведения турнира
На предварительном этапе 8 команд-участниц разделены на две группы. По две лучшие команды из групп вышли в плей-офф и определили призёров турнира, которые получили путёвки на Гран-при 2006 года.

## Результаты
26—31 июля 2005.  Куба.

### Предварительный этап

#### Группа А
| М | Команда    | 1   | 2   | 3   | 4   | И | В | П | С/П | О |
| - | ---------- | --- | --- | --- | --- | - | - | - | --- | - |
| 1 | Россия     |     | 2:3 | 3:1 | 3:0 | 3 | 2 | 1 | 8:4 | 5 |
| 2 | Польша     | 3:2 |     | 2:3 | 3:0 | 3 | 2 | 1 | 8:5 | 5 |
| 3 | Нидерланды | 1:3 | 3:2 |     | 3:0 | 3 | 2 | 1 | 7:5 | 5 |
| 4 | Румыния    | 0:3 | 0:3 | 0:3 |     | 3 | 0 | 3 | 0:9 | 3 |

26 июля: Польша — Россия 3:2 (23:25, 25:19, 17:25, 26:24, 15:10); Нидерланды — Румыния 3:0 (26:24, 25:21, 25:21).
27 июля: Россия — Нидерланды 3:1 (29:27, 22:25, 25:19, 25:22); Польша — Румыния 3:0 (25:20, 25:16, 25:18).
28 июля: Россия — Румыния 3:0 (27:25, 25:17, 25:18); Нидерланды — Польша 3:2 (20:25, 25:19, 25:20, 21:25, 15:10).

#### Группа В
| М | Команда     | 1   | 2   | 3   | 4   | И | В | П | С/П | О |
| - | ----------- | --- | --- | --- | --- | - | - | - | --- | - |
| 1 | Азербайджан |     | 3:1 | 2:3 | 3:1 | 3 | 2 | 1 | 8:5 | 5 |
| 2 | Германия    | 1:3 |     | 3:2 | 3:0 | 3 | 2 | 1 | 7:5 | 5 |
| 3 | Турция      | 3:2 | 2:3 |     | 1:3 | 3 | 1 | 2 | 6:8 | 4 |
| 4 | Болгария    | 1:3 | 0:3 | 3:1 |     | 3 | 1 | 2 | 4:7 | 4 |

26 июля: Германия — Турция 3:2 (23:25, 19:25, 25:19, 25:20, 15:10); Азербайджан — Болгария 3:1 (26:24, 21:25, 25:23, 25:20).
27 июля: Болгария — Турция 3:1 (25:23, 29:27, 21:25, 25:23); Азербайджан — Германия 3:1 (25:27, 25:21, 25:21, 25:17).
28 июля: Германия — Болгария 3:0 (25:15, 25:22, 25:18); Турция — Азербайджан 3:2 (22:25, 25:23, 25:22, 28:30, 15:9).

### Плей-офф

#### Полуфинал
30 июля
Россия — Польша 3:2 (19:25, 20:25, 25:20, 25:23, 15:8).
Азербайджан — Германия 3:0 (28:26, 25:10, 25:20).

#### Матч за 3-е место
31 июля
Польша — Германия 3:1 (25:27, 25:13, 25:21, 25:19).

#### Финал
31 июля
Азербайджан — Россия 3:2 (17:25, 25:16, 25:17, 18:25, 17:15).

## Итоги

### Положение команд
| 1. Азербайджан  |
| 2. Россия       |
| 3. Польша       |
| 4. Германия     |
| 5—6. Нидерланды |
| 5—6. Турция     |
| 7—8. Болгария   |
| 7—8. Румыния    |

По итогам европейской квалификации путёвки на Гран-при 2006 года получили три лучшие команды — Азербайджан, Россия и Польша.

### Призёры
Азербайджан: Ксения Коваленко, Алла Гасанова, Оксана Пархоменко, Елена Шабовта, Ирина Симинягина, Елена Пархоменко, Натаван Гасимова, Наталья Маммадова, Оксана Маммадьярова, Инесса Коркмаз, Валерия Коротенко, Илаха Агаева. Главный тренер — Фаиг Гараев.
  Россия: Мария Бородакова, Ольга Сажина, Елена Година, Наталья Сафронова, Наталья Курносова, Екатерина Гамова, Марина Шешенина, Мария Жадан, Наталья Белоусова, Ольга Фадеева, Юлия Меркулова, Наталья Куликова. Главный тренер — Джованни Капрара.
  Польша: Катажина Сковроньская, Мариола Зеник, Изабела Бельцик, Магдалена Слива, Малгожата Глинка, Дорота Свеневич, Йоана Мирек, Сильвия Пыця, Марта Сивка, Милена Рознер, Мария Ликторас, Александра Ягело. Главный тренер — Анджей Немчик.